# Балаховски, Альфред
Альфред Балаховски (Alfred Serge Balachowsky; 15 августа 1901, Короча — 24 декабря 1983, Париж) — французский энтомолог русского происхождения, крупный специалист по равнокрылым насекомым (Homoptera: Coccoidea; также работал с представителями Coleoptera) и методам борьбы с насекомыми-вредителями.
Ветеран Второй мировой войны, узник Бухенвальда.
Академик Французской академии наук (1967), президент (с 1948) Французского энтомологического общества.

## Биография
Родился 15 августа 1901 год в Короче (Российская империя, ныне Белгородской области). Отец был агрономом (Arnold Balachowsky) из России, а мать (Charlotte de Feraudy) — француженкой. В 1921—1923 гг слушает лекции Высшей агрономической школы Ренна. Там же он встречается с Шарлем и Рене Обертюрами (Charles et René Oberthür), которые его поддерживают в выборе энтомологии. В 1924—1928 гг работал в сельскохозяйственном институте в Алжире, в 1931—1943 гг возглавлял лабораторию сельскохозяйственной зоологии в Версале, в 1933—1943 — профессор зоологии и энтомологии в Высшей агрономической школе (l’Ecole nationale supérieure agronomique de Grignon), в 1939—1940 гг был мобилизован для работы в Центральной лаборатории бактериологических и серологических исследований Армии. 1 июля 1943 года он стал заведующим лабораторией в Институте Пастера, но уже 2 июля был арестован Гестапо.
В годы Второй мировой войны был участником Prosper Network (Париж), агентурной сети, которой управляла британская разведывательно-диверсионной службы (SOE). Он организовывает сбрасывания на парашютах вооружения в регионе и радиосвязь с Лондоном.
После того, как сеть была провалена и предана, Балаховского арестовали и в конечном счете заключили в тюрьму в концентрационном лагере Бухенвальд, (Германия). Там он был включён в группу по созданию вакцины от тифа, а также был участником подпольной сети сопротивления. Вместе с другим узником концлагеря немецким евреем российского происхождения Ойгеном Когоном (Eugen Kogon), Балаховски способствовал выживанию нескольких британских офицеров SOE, которые были среди разведгруппы, посланной в Бухенвальд. Большая часть группы была там убита, но несколько человек, включая Edward Yeo-Thomas, Harry Peulevé и Стефана Фредерика Эсселя, смогли избежать гибели, благодаря помощи Балаховского и его команды, которые помогли им исполнить роль больных сыпным тифом в своей испытательной группе. Освобождён из концлагеря 11 апреля 1945 года. После окончания Второй Мировой войны свидетельствовал на Нюрнбергском процессе в 1946 году.
В 1956 году был избран первым президентом Международной организации биологических методов борьбы с вредными насекомыми (OILB, l’Organisation internationale de lutte biologique contre les insectes nuisibles). Позднее координировал работу Института Пастера на Ближнем Востоке и работал в Национальном музее естественной истории в Париже, в отделе Общей и прикладной энтомологии (Entomologie générale et appliquée; профессор в 1961—1967). Исследовал равнокрылых насекомых, прежде всего был специалистом по червецам и щитовкам. В 1963—1965 гг провёл объединение нескольких энтомологических журналов (Revue de Pathologie végétale et d’Entomologie agricole de France, Revue française d’Entomologie, Annales de la société entomologique de France) в единый журнал: les Annales de la Société Entomologique de France. В 1967 году избран в члены Французской академии наук.
Умер 24 декабря 1983 года в Париже.

## Награды и признание
- 1938 — премия Millet-Roussin Французской академии наук[3]
- 1946 — стал кавалером Ордена Почетного легиона (Légion d’honneur à Colmar par le général Koenig)[3]
- 1948 — избран президентом Энтомологического общества Франции[3]
- 1949 — премия Savigny Французской академии наук[3]
- 1957 — Командор ордена Почётного легиона[3]
- 1966 — в его честь была названа бабочка Gonimbrasia balachowsky (Lemaire, 1966) из семейства Saturniidae.
- 1967 — академик Французской академии наук[3]

## Основные труды
Источник:
- Balachowsky, A. S. 1932. Étude biologique des coccides du bassin occidental de la Méditerranée. Encyclopédie Entomologique, XV P. Lechevalier & Fils, Paris, 214 pp + LXVII. (1932). PhD. thesis
- Balachowsky, A. S. and Mesnil, Louis. 1935. [Pest Insects of Cultivated Plants: Their Habits; their Destruction.] Les Insectes nuisibles aux Plantes Cultivées: Leurs Moeurs; Leur Destruction. — Traité d’entomologie agricole concernant la France, la Corse, l’Afrique du Nord et les régions limitrophes. Tom 1. — Ministère de l’Agriculture, Paris, 1137 pp.
- Balachowsky, A. S. 1937. Les cochenilles de France, d’Europe, du nord de l’Afrique et du bassin Méditerranéen. Caractères généraux des cochenilles. (1re partie) Morphologie externe. Actualités Scientifiques et Industrielles no. 526: 1-68.
- Balachowsky, A. S. 1937. Les cochenilles de France, d’Europe, du nord de l’Afrique et du bassin Méditerranéen. Caractères généraux des cochenilles. (2e partie) Morphologie interne. Actualités Scientifiques et Industrielles no. 564: 73-129.
- Balachowsky, A. S. 1939. Les cochenilles de France, d’Europe, du nord de l’Afrique et du bassin Méditerranéen. (3e partie) III. Caractères généraux des cochenilles reproduction — développement embryonnaire, developpement postembryonnaire. Actualités Scientifiques et Industrielles 784: 131—239.
- Balachowsky, A. S. 1948. Les cochenilles de France, d’Europe, du nord de l’Afrique et du bassin Méditerranéen. IV. Monographie des Coccoidea, classification — Diaspidinae (Premiere partie). (1er partie). Actualités Scientifiques et Industrielles. 1054: 243—394.
- Balachowsky, A. S. 1949. Faune de France, Volume 50: Coléoptères Scolytides 320 pages, 300 b/w line illus.
- Balachowsky, A. S. 1951. Les cochenilles de France, d’Europe, du Nord de l’Afrique et du bassin Méditerranéen. VI. — monographie des Coccoidea; Diaspidinae (Troisième partie) Aspidiotini (fin). (3e partie). Entomologique Applicata Actualités Sciences et Indus. 1127: 561—720.
- Balachowsky, A. S. 1953. Les cochenilles de France d’Europe, du Nord de l’Afrique, et du bassin Méditerranéen. VII. — Monographie des Coccoidea; Diaspidinae-IV, Odonaspidini-Parlatorini. Actualités Scientifiques et Industrielles 1202: 725—929.
- Balachowsky, A. S. 1954. Les cochenilles Paléarctiques de la tribu des Diaspidini. Memmoires Scientifiques de l’Institut Pasteur, Paris, 450 pp..
- Balachowsky, A. S. 1956. Les cochenilles du continent Africain Noir. V. 1 — Aspidiotini (1ère partie). Annales du Musée Royal du Congo Belge (Sciences Zoologiques). Tervuren 3: 1-142.
- Balachowsky, A. S. 1963. Entomologie appliquée a l`agriculture. Traité. Tome I. Coléoptères. Maison et Cie Éditeurs, Paris, 1391 pp.
- Balachowsky, A. S. 1973. Nouveau nom de genre pour un Diaspididae de Sao-Tomé (Hom. Coccoidea). Bulletin de la Société Entomologique de France 78: 1-225.